# Lucas Esteves
Lucas Esteves Souza (San Paolo, 24 giugno 2000) è un calciatore brasiliano, difensore del Grêmio.

## Caratteristiche tecniche
È un terzino sinistro.

## Carriera
Cresciuto nel settore giovanile del Palmeiras, debutta in prima squadra il 24 giugno 2019 giocando i minuti finali dell'incontro del Campionato Paulista vinto 1-0 contro il Ponte Preta. L'11 ottobre seguente esordisce in Série A, contro il San Paolo.

## Statistiche
Statistiche aggiornate al 18 agosto 2023.

### Presenze e reti nei club
| Stagione        | Squadra         | Campionato      | Campionato | Campionato | Coppe nazionali | Coppe nazionali | Coppe nazionali | Coppe continentali | Coppe continentali | Coppe continentali | Altre coppe | Altre coppe | Altre coppe | Totale | Totale | Totale |
| Stagione        | Squadra         | Comp            | Pres       | Reti       | Comp            | Pres            | Reti            | Comp               | Pres               | Reti               | Comp        | Pres        | Reti        | Pres   | Reti   |        |
| --------------- | --------------- | --------------- | ---------- | ---------- | --------------- | --------------- | --------------- | ------------------ | ------------------ | ------------------ | ----------- | ----------- | ----------- | ------ | ------ | ------ |
| 2019            | Palmeiras       | A1/SP+A         | 1+0        | 0          | CB              | 0               | 0               |                    | -                  | -                  |             | -           | -           | 1      | 0      |        |
| 2020            | Palmeiras       | A1/SP+A         | 0+10       | 0          | CB              | 1               | 0               | CL                 | 1                  | 0                  | CmD         | 0           | 0           | 12     | 0      |        |
| 2021            | Palmeiras       | A1/SP+A         | 11+1       | 1+0        | CB              | 0               | 0               | CL                 | 1                  | 0                  | RS          | 1           | 0           | 14     | 1      |        |
| 2021            | Colorado Rapids | MLS             | 14         | 1          |                 | -               | -               |                    | -                  | -                  |             | -           | -           | 14     | 1      |        |
| 2022            | Colorado Rapids | MLS             | 30         | 1          | USOC            | 0               | 0               | CCL                | 2                  | 0                  |             | -           | -           | 32     | 1      |        |
| 2023            | Fortaleza       | PD/CE+A         | 2+0        | 0          | CB              | 1               | 0               | CL+CS              | 0                  | 0                  | CdN         | 3           | 0           | 6      | 0      |        |
| 2023            | Atl. Goianiense | A               | 3          | 0          | CB              | 0               | 0               |                    | -                  | -                  |             | -           | -           | 3      | 0      |        |
| Totale carriera | Totale carriera | Totale carriera | 72         | 3          |                 | 2               | 0               |                    | 4                  | 0                  |             | 4           | 0           | 82     | 3      |        |

## Palmarès
- Campionato Baiano: 1

Vitoria: 2024